# Khushal Khan Khattak
Khushal Khan Khattak, född 1613, död 1691, var en pashtunsk diktare, krigare och nationalhjälte, hövding för khattak-stammen. Han kämpade för att ena de afghanska stammarna mot mogulriket. I många år var han stormogul Aurangzebs fånge i Indien.
Khushal Khan skrev verk om religion, filosofi, historia, falkjakt, kärlekskonst, juridik, medicin, husbyggarkonst och flera andra ämnen, men mest känd är han som diktare på pashto. Hans diktning är bland den mest personligt präglade i all österländsk litteratur och ger en levande bild av mannen. Han spelade en betydlig roll vid 1900-talets nationella renässans i Afghanistan.